# Ортеке
Ортеке (каз. ор — 1) западня, 2) бурый; каз. теке — горный козёл) — казахский народный танец.

## Происхождение
Этот комический танец рожден на основе наблюдений за повадками животных и носит шутливо-юмористический характер. В нем высмеиваются и поступки людей, попавших по своей глупости или нерадивости в смешное или безвыходное положение.
Название и содержание танца объясняютя следующим образом. «Ор» — яма, шириной 2 м, глубиной примерно 1,5 м. Такие ямы выкапываются вокруг скирды сена для того, чтобы его не потравил скот или дикие козлы. Позарившись на сено, животные попадали в эту яму. В испуге, они бегали по кругу, прыгали, вертелись, ища выход, то есть проделывали массы бессмысленных движений. При появлении человека животные начинали метаться ещё больше. Бесполезные попытки освободиться забавляли людей.

## Описание
Танец «ортеке» имеет три варианта: кукольный, хороводно-игровой и сольный.
Кукольный вариант
При исполнении кукольного варианта танца, марионетка, изображающая козла, прикрепляется серединой туловища к небольшому месту, которое устанавливается на столе. Фигуру располагают так, чтобы копыта не касались поверхности. Нитки от частей тела марионетки пропускаются через отверстия в крышке стола и привязываются к пальцам левой руки домбриста, сидящего рядом столом. Когда музыкант проводит пальцами левой руки по струнам, то вместе с его движениями пальцев начинают беспорядочно дёргается голова и ноги куклы, как бы копирую движения козла, попавшего в яму.
Хороводно-игровой вариант
Хороводный варианте «ортеке» называется «сокыр теке» (слепой козел). В этом танце участники, взявшись за руки, бегают по кругу, а находящийся в середине круга исполнитель роли «сокыр теке» с завязанными глазами, как можно смешне подражая повадкам попавшего в яму козла, пытается поймать кого-нибудь из танцующих. Аккомпанементом этого варианта танца служили «дразнилки» — ритмичные выкрики участников и хлопки в ладоши:
Теке-теке ор теке
Теке-теке ор теке
Соқыр теке, ор теке
Құрып катқыр ор теке…
и т. д.
Сольный вариант
Сольный танец «ортеке» исполняется почти на одном месте. В этом варианте танцор больше использует выразительную мимику, движения рук, плеч, шеи, чем движения ног. Он более содержателен и эмоционален, чем другие, исполнитель передает в художественной форме не только характер движений козла, но и его состояние — испуг, отчаяние.